# Žíželeves
Žíželeves (německy Zizelowes) je vesnice, část obce Hořiněves v okrese Hradec Králové. Nachází se asi 2,5 km na sever od Hořiněvsi. Prochází zde silnice II/325. V roce 2009 zde bylo evidováno 60 adres. V roce 2001 zde trvale žilo 127 obyvatel.
Žíželeves je také název katastrálního území o rozloze 3,4 km2.

## Historie
Místní jméno – Žíželeves představovalo ve staročeštině Žúželovu ves. Osobní jméno Žúžel vzniklo z obecného podstatného jména žúžel (hmyz, ještěr, mravenec, plaz, v širším smyslu vše co leze po zemi).
Žíželeves se poprvé připomíná v roce 1355 v souvislosti se zdejším kostelem, který stál v místech, kde dnes stojí knihovna (čp. 42). Patrony tohoto dřevěného kostela byli Jiří z Hustířan a jeho bratr Jan z Hořic, kteří byli majiteli Hořiněvsi a Plesu. Na počátku husitských válek (1425) byla žíželevská tvrz s celým okolím popleněna a zkáze neušel ani kostelík. Kostel byl později opraven, po požáru v roce 1769 zbořen. Vdova po Jiřím Hustířanském Příba vládla na tvrzi od roku 1329.
V roce 1495 se připomíná jako majitel vsi Hašek Skřížek z Hustířan, který ji vlastnil jako příslušenství Smiřic. V roce 1498 koupil tvrz bohatý Mikuláš mladší Trčka z Lípy a Lichtenburka. Snad ještě v témže roce byla odprodána od Smiřic k panství vřešťovskému. Při dělení tohoto panství, ke kterému došlo v roce 1545 nebo 1546, připadla jako příslušenství Vřešťova bratřím Janovi a Hynkovi Kordulám ze Sloupna a na Vřeštivě, stará tvrz byla obnovena. Při dalším dělení Vřešťovska v rodě Kordulů ze Sloupna v roce 1548 připadla Žíželeves jako samostatný statek, zahrnující ještě dalších pět vesnic, Václavovi Kordulovi. Ten zde postavil tvrz, která se poprvé připomíná v roce 1559, kdy ji s celým statkem zdědil Václavův syn Purkart, starší Kordule ze Sloupna, který spojil statek se svým sádovským panstvím. Jiří Sadovský ze Sloupna, přítel a ochránce Jana Ámose Komenského, držitel i Rozběřic, ale jako stoupenec českých bratří a protivník Ferdinanda II. byl po bitvě na Bílé hoře statků zbaven. Konfiskát roku 1623 získal výhodně se sadovským a smiřickým panstvím arcivévoda Albrecht z Valdštejna. Ten však ještě téhož roku směnil nově nabyté zboží za statky v Kopidlně s Marií Magdalenou Trčkovou z Lípy, která opět Žíželeves a Sadovou připojila ke Smiřicím. Druhý konfiskát postihl trčkovo zboží po Valdštejnově násilné smrti. Císař daroval v roce 1636 zabavené panství za věrné služby svému milci hraběti Matyášovi Gallasovi.
V roce 1698 koupil Žíželeves a několik dalších vesnic smiřického panství Ferdinand Leopold Špork. V roce 1766 byl položen základ k novému kostelu sv. Mikuláše (1766–1777) stavitelem Františkem Kermerem za pomoci Karla Šporka, který byl spoluinvestorem. Ze starého kostela byly vyzdviženy náhrobní kameny vládnoucích rodů a položeny do základů nové stavby. Dva náhrobní kameny ze 16. století jsou zazděny do oplocení školní zahrady.
V roce 1790 získal zadlužený majetek císař Josef II. Příští majitelé se střídali rychle. Od císařské rodiny koupil v roce 1863 Žíželeves a Hořiněves továrník Johann Leibig z Liberce a po 18 letech se celý komplet vrátil do dvorního majetku. Na poslední kupní smlouvě je podepsán císař František Josef I., který svou smrtí znárodnění statků předešel
Historie školy – od roku 1798 byla v Žíželevsi v čp. 42 pro místní děti škola samostatná. Ve škole byla jednotřídka, kam se vešlo až 62 dětí, druhou část domku obýval pan učitel s rodinou. Škola byla v Žíželevsi do roku 1947, kdy děti přešly nejdříve do Hořiněvsi a dále do školy v Želkovicích. Od roku 1954 docházely děti do školy v Cerekvici nad Bystřicí.
Do českého divadla aktivně zasáhl žíželeveský rodák František Hlavatý (1873–1952), herec a režisér Pražských městských divadel. Vynikl v charakteristických rolích jako komik a vedle činoher režíroval i opery a operety. Napsal celkem 24 divadelních her, z nich svého času nabyli popularity Mlsní kocouři, Dobráček švec, Bílá myška a Na vysoké stráni. Své herecké zážitky uložil do dvoudílných memoárů Herecké vzpomínky. Městská knihovna v Praze má tyto memoáry ve vlastnictví.

## Obecní správa
V letech 1961–1980 k obci patřila Vrchovnice.

## Knihovna

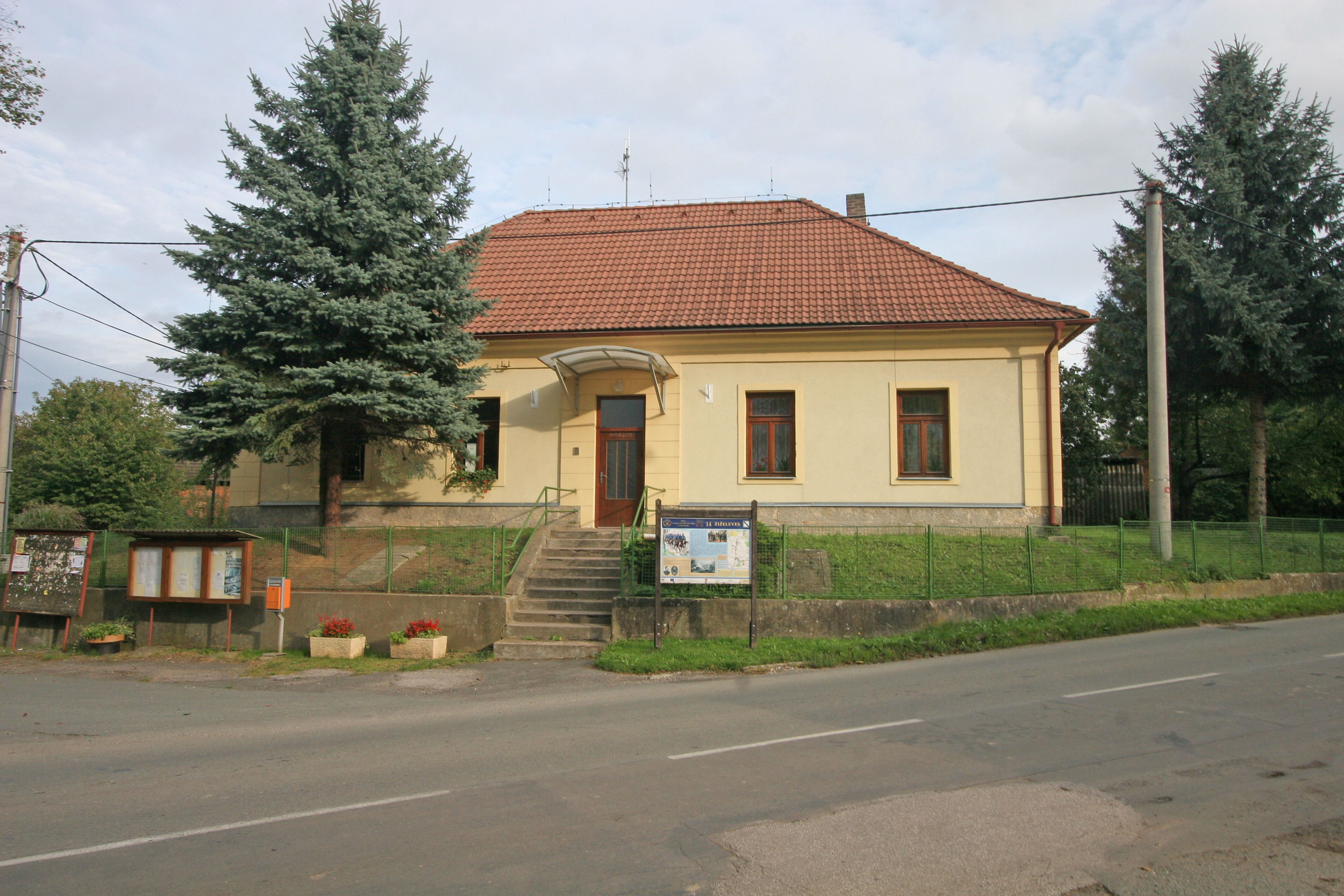
Obecní knihovna Žiželeves

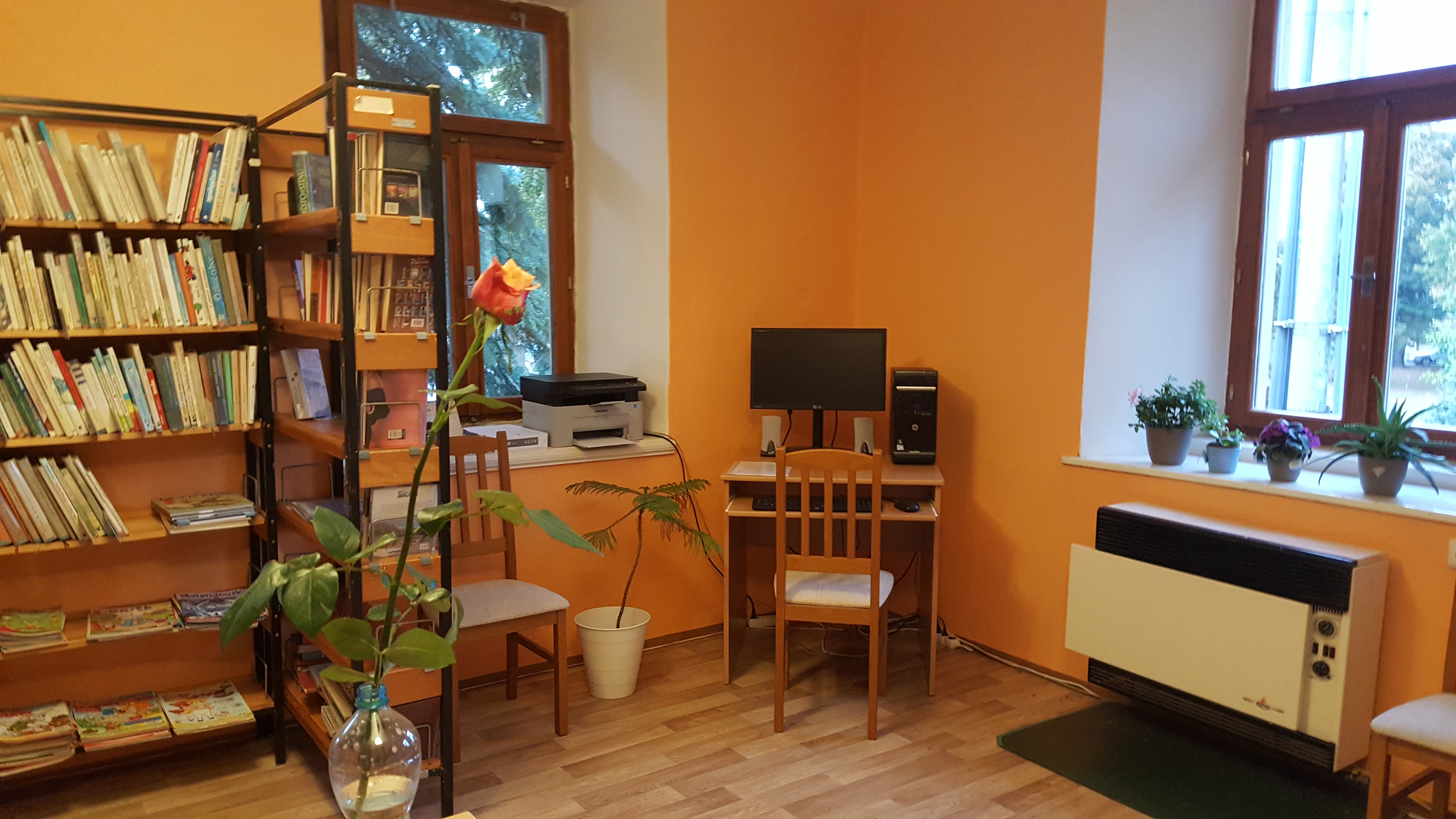
Interiér obecní knihovny

Obecní knihovna Žíželeves (evid. č. knih. 1363/2002) je veřejná knihovna umístěná v budově bývalé školy, čp. 42. Zřizovatelem je obec Hořiněves.
Prvním knihovníkem byl kronikář pan František Matuška, od roku 1991 paní Helena Pavlíková. Čtenáři mají možnost si vybrat z 1343 titulů knih, a to z beletrie, dětské a naučné literatury. Každý rok je knižní fond doplňován a obměňován. Čtenáři si také mohou vybírat z výměnného souboru, který poskytuje Knihovna města Hradce Králové a Městská knihovna Smiřice. V roce 2018 byl interiér knihovny rekonstruován.

## Pamětihodnosti
- Kostel sv. Mikuláše